# 東富田站
東富田站（日语：／ Higashi-Tomida eki */?）是一座位於愛知縣幡豆郡橫須賀村大字富田字天白（現時：西尾市），名古屋鐵道西尾線的車站（廢站）。

## 歷史
- 1915年（大正4年）8月5日 - 西尾鐵道東富田站啟用。
- 1926年（大正15年）12月1日：西尾鐵道合併至愛知電氣鐵道（日语：愛知電気鉄道）。
- 1935年（昭和10年）8月1日：愛知電氣鐵道與名岐鐵道合併為名古屋鐵道。
- 1945年（昭和20年） - 車站暫停營業[1]。
- 1969年（昭和44年）4月5日 - 車站被廢除[3]。

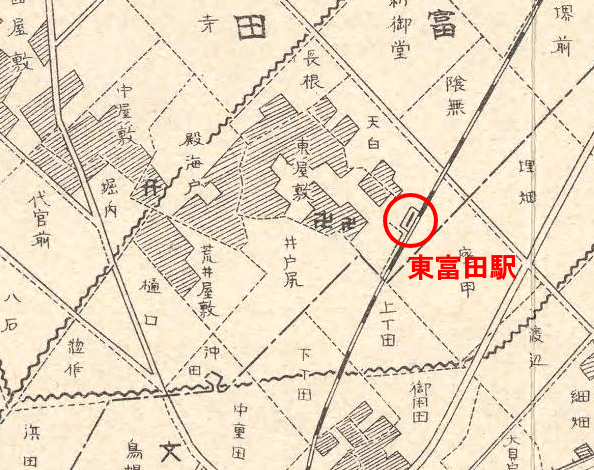
東富田站的位置 （擷取自橫須賀村土地寶典）
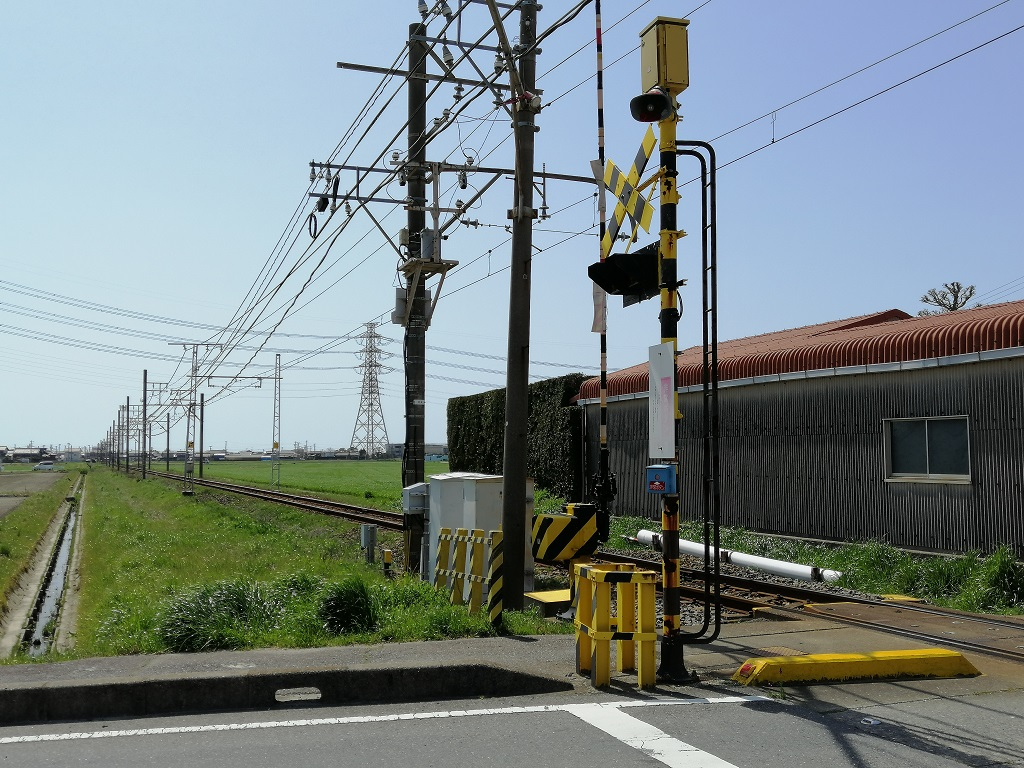
東富田站遺址附近（2020年） 已經看不到任何痕跡。

## 相鄰車站
名古屋鐵道
西尾線
上橫須賀－東富田－三河荻原

## 注腳
1. 1 2   (PDF). 吉良町. 2008-11-01  [2020-03-15]. （原始内容 (PDF)存档于2013-12-14） （日语）.
2. ↑  愛知県幡豆郡横須賀村土地宝典 （页面存档备份，存于） 國立國會圖書館數碼化收藏 2020年3月15日參閱。
3. ↑  今尾惠介（監修）.  7号. 新潮社. 2008: 44. ISBN 978-4107900258 （日语）.